# Филипп, Жан
Жан Филипп (фр. Jean Philippe; 1931, Франция — 7 января 2022, Квебек) — французский певец, занявший третье место на конкурсе песни Евровидение в 1959 году.
Является первым в истории Евровидения исполнителем, представлявшим на нём два различных государства.

## Биография
Жанн Филипп родился в 1930 году, его отец был управляющим «Гранд Отеля» в Париже.
В первый раз выступая на конкурсе и представляя Францию, стал третьим призёром конкурса 1959 года с песней Oui, oui, oui, oui.
В 1960 году сыграл в фильме режиссёра Кена Хьюза «Джазовая лодка», в котором исполнил композицию, принёсшую ему успех на конкурсе 1959 года.
В 1960 году на французском телешоу All the Song исполнил песню Les Étangs de Sologne.
18 марта 1962 года на вилле Лувиньи в Люксембурге на конкурсе Евровидение-1962 певец представлял Швейцарию. Однако исполненная им баллада Le retour (фр. «Возвращение») заняла лишь десятое место.
Филипп был женат на Розанне Дженнингс. Вместе у них было трое детей: Жиль, Анжелика и Наташа.